# Museo storico dell'Aeronautica Militare
Il Museo Storico dell'Aeronautica Militare (MUSAM) è un museo aeronautico situato a Vigna di Valle nel comune di Bracciano, presso l'omonimo lago, luogo in cui nel 1908 venne costruito e volò il primo dirigibile militare italiano e inaugurato l'Aeroporto di Vigna di Valle, oggi intitolato a Luigi Bourlot, la più antica infrastruttura aeroportuale italiana.
L'inaugurazione del museo è avvenuta il 24 maggio 1977, alla presenza del Presidente della repubblica On. Giovanni Leone e dell'ispiratore del Museo Gen. SA Giuseppe Pesce. Gestito direttamente dall'Aeronautica Militare, occupa le strutture che furono prima del Centro Sperimentale Aeronautico e quindi, fino al 1945, del Centro Sperimentale per gli idrovolanti e per l'armamento navale, poi sede di un reparto di Caccia Marittima e quindi di un gruppo di volo del soccorso aereo. Il Museo, oltre ai velivoli e ai motori che rappresentano l'evoluzione dell'Aeronautica in Italia, conserva importanti collezioni riguardanti apparecchiature fotografiche, apparati radioelettrici, armi, equipaggiamenti di bordo individuali e collettivi. A completamento è possibile ammirare numerosi oggetti e cimeli legati all'aeronautica gran parte dei quali provenienti da collezioni private.
Pur mantenendo un indirizzo tipicamente tecnico e storico, una parte del museo è dedicata all'influenza che ha avuto l'aviazione nell'arte figurativa, esponendo opere dei pittori futuristi Pietro Annigoni, Giacomo Balla, Tato e pittura contemporanea come l'opera Volo PAPIER foissé di Antonio Papasso.
Tra le attività che riguardano il museo figurano quelle che sono attinenti al recupero ed al restauro di velivoli storici, anche in collaborazione con enti ed associazioni esterne, al fine di conservare il patrimonio aeronautico nazionale.

## Sezioni Espositive
Il Museo si sviluppa su una superficie espositiva coperta di circa 16000 m2 suddivisa in cinque hangar, oltre ad un settore esterno all'aperto e a un altro settore dedicato ai motori e contenente un simulatore di volo.

### Hangar Troster
Ospita il settore che va dagli albori dell'aeronautica sino alla fine della prima guerra mondiale. L'hangar stesso è il più antico presente in Italia ed è stato ottenuto in conto riparazione danni di guerra dall'Austria alla fine del primo conflitto mondiale.
All'interno vi sono esposti reperti che risalgono ai primordi del volo come il pallone aerostatico di Garnerin del 1804, oltre al barchino idroplano di Crocco e Ricaldoni che servì a sviluppare le conoscenze necessarie alla costruzione del primo dirigibile militare italiano, a fianco ai primi velivoli impiegati dalle Forze armate italiane. La replica di un Wright N°4 mostra il velivolo con cui venne brevettato il primo pilota militare italiano Mario Calderara, mentre il settore che ricorda la prima guerra mondiale è dotato di un Blériot XI da ricognizione, due SPAD S.VII e un Hanriot HD.1 utilizzati da tre assi della caccia, un bombardiere Caproni Ca.36 nonché uno degli Ansaldo S.V.A.5 utilizzati per il raid su Vienna, mentre un Lohner L austro-ungarico di preda bellica e la fusoliera di un Junkers J.I tedesco rappresentano gli aerei in forza agli avversari.

### Hangar Velo
Ospita principalmente i velivoli operanti a cavallo delle due guerre mondiali. Vi si trovano dunque esposti alcuni degli idrocorsa che presero parte alla Coppa Schneider quali il Fiat C.29, i Macchi M.39 e M.67 e il Macchi-Castoldi M.C.72, alcuni oggetti legati alle spedizioni polari dei dirigibili Norge ed Italia di Umberto Nobile, tra cui anche una replica a grandezza naturale della navicella del secondo, e dei reperti che vogliono ricordare le trasvolate atlantiche organizzate da Balbo. Assieme all'addestratore Caproni Ca.100 e all'aliante Bonomi B.S.17 sono esposti due dei più significativi biplani da caccia prodotti dalla FIAT: il C.R.32 impiegato dall'Aviazione Legionaria durante la Guerra civile spagnola e il successivo C.R.42 ampiamente utilizzato nel corso della seconda guerra mondiale, mentre per simboleggiare il teatro di guerra dell'Africa Orientale è presente un ricognitore IMAM Ro.37 dipinto con la livrea dell'aereo personale di Amedeo d'Aosta. In questa sezione sono inoltre esposti un idrovolante IMAM Ro.43, il Campini-Caproni CC.2 primo aereo a reazione italiano, ed un AnsaldoAC2

### Hangar Badoni
Ospita i velivoli operanti nella seconda guerra mondiale e quelli del primo periodo post-bellico. L'edificio è stato costruito nel 1930 e vi sono esposti alcuni dei principali caccia di costruzione italiana del secondo conflitto mondiale quali i Macchi M.C.200, M.C.202 e M.C.205, il Fiat G.55 nonché i corrispettivi che erano in dotazione alle aviazioni degli Alleati e poi dell'Aeronautica Militare quali il Supermarine Spitfire e il North American P-51. Per quanto riguarda l'ambito dei plurimotori da bombardamento, aerosiluramento o trasporto sono presenti i Savoia-Marchetti S.M.79 e S.M.82 oltre al Douglas C-47 Skytrain, al Fiat G.212 e all'idrovolante CANT Z.506, per rappresentare gli aerei da ricognizione e da collegamento del periodo il monomotore Fieseler Fi 156 mentre per i cacciabombardieri si può ammirare un Reggiane Re.2002. Per finire per quanto riguarda i velivoli d'addestramento sono esposti un Nardi FN.305, un Fiat G.46 e un IMAM Ro.41.

### Hangar Skema
Ospita i velivoli più recenti. Sono presenti gli aerei sperimentali Aerfer Ariete e Sagittario II, i caccia North American F-86 Sabre e Canadair Sabre,il Lockheed F-104 Starfighter e il più recente Panavia Tornado F3 ADV, il DeHavilland DH-113 NF Mk.54 intercettore notturno e i cacciabombardieri Republic F-84F Thunderstreak e F-84 Thunderjet, Fiat G.91R, Aeritalia G-91Y e AMX. Nel campo degli aerei da ricognizione è esposto un Republic RF-84F Thunderflash, mentre per quanto riguarda i velivoli da addestramento si possono vedere gli Aermacchi MB 323, MB 326, MB 308 e il Macchi M.416, i Fiat G.59, G.80 e G.91T, il SAI Ambrosini Super S.7, un SIAI SF.260AM, un North American T-6 Texan, un Lockheed RT-33 e uno Stinson L-5 Sentinel. Sono inoltre presenti gli elicotteri Agusta Bell AB.47 G2 e AB.47 J e un AB.204-B, l'aereo antisommergibile Grumman S-2 Tracker, l'aereo acrobatico Fiat G.91 PAN utilizzato delle Frecce Tricolori e l'aliante da record CVV 6 “Canguro Palas”. In questo settore vi sono anche alcuni oggetti che testimoniano l'impegno dell'Italia nell'astronautica, come per esempio uno spaccato del satellite SIRIO, oltre che ad alcuni esempi di missili usati dall'Aeronautica Militare.

### Hangar 100
L’Hangar 100 è il quinto padiglione del Museo. Struttura di moderna concezione completata nel 2023, ha consentito un aumento della superficie espositiva di 1.800 m2 per accogliere i velivoli di ultima generazione. Il nuovo padiglione è composto da due corpi di fabbrica affiancati che costituiscono un unico ambiente di pianta rettangolare, delle dimensioni metri 30 per 60 con un’altezza massima al colmo di 11 metri e un’altezza netta minima di 5,50. La struttura è costituita da sette arcate parallele collegate tra loro da un sistema di arcarecci costituiti da tubi quadri e rettangolari in acciaio zincato, con controventi in funi di acciaio. Le pareti di tamponatura esterna sono in pannelli sandwich isolati autoportanti, la pavimentazione è di tipo industriale con rivestimento in resina. La copertura è costituita da una doppia membrana in PVC di colore verde militare. Il padiglione ha due portoni a “libro” motorizzati elettricamente, con un’altezza massima di 7 metri e una larghezza di 18.
Il padiglione ospita i velivoli operanti tra il 1952 e il 2020, e guarda al presente dell’Aeronautica Militare, proponendo una focalizzazione sulle pattuglie acrobatiche. Vi sono poi i velivoli da trasporto e supporto P.166M e PD.808, e i caccia moderni. Nell’Hangar 100 sono inoltre presenti aree tematiche dedicate ai caschi di protezione, alle eliche e alle missioni spaziali degli astronauti dell’Aeronautica Militare.

### Esposizione all'aperto
Ospita un anfibio Grumman HU-16 Albatross, un aereo da guerra elettronica Piaggio-Douglas PD-808, un Piaggio P.166, un aereo da pattugliamento marittimo Breguet Br 1150 Atlantic e un caccia multiruolo F-16. Sono inoltre presenti vari monumenti posti a ricordo di alcuni personaggi o eventi significativi della storia aeronautica italiana quali per esempio Oreste Salomone o l'equipaggio del dirigibile Italia compresi coloro che persero la vita nel tentativo di portar loro soccorso.

## Esemplari in esposizione
| Aeromobile                                             | Matricola | Matricola civile Matricola di reparto | Origine                        | Tipo                                        | Anno | Note | Immagine |
| ------------------------------------------------------ | --------- | ------------------------------------- | ------------------------------ | ------------------------------------------- | ---- | --- | -------- |
| Aerfer Ariete                                          | MM569     |                                       | Italia                         | aereo sperimentale                          | 1958 | c/n 2 |          |
| Aerfer Sagittario II                                   | MM561     |                                       | Italia                         | aereo sperimentale                          | 1955 | c/n 2, primo aereo italiano a superare il muro del suono |          |
| Aeritalia G-91Y                                        | MM6959    | 8-66                                  | Italia                         | cacciabombardiere                           | 1966 | esemplare ex 8º Stormo Cacciabombardieri ritirato dal servizio nel 1994 |          |
| Aermacchi MB.323                                       | MM554     | RS-10                                 | Italia                         | aereo da addestramento                      | 1952 | |          |
| Aermacchi MB 326E                                      | MM54389   | 68                                    | Italia                         | aereo da addestramento                      | 1957 | assegnato alla Scuola Volo Basico Iniziale Aviogetti (SVBIA) di Galatina prima di finire la sua vita operativa alla 609ª squadriglia collegamenti del 9º Stormo "Francesco Baracca" |          |
| Aermacchi MB-339A PAN MLU                              | MM54485   | 0                                     | Italia                         | aereo acrobatico                            | 1982 | Pattuglia Acrobatica Nazionale, porta la livrea del Pony 0, l'aereo del comandante |          |
| Agusta Bell AB.47 G2                                   | MM80113   | 12                                    | Stati Uniti Italia             | elicottero                                  | 1954 | c/n 116, assegnato alla Scuola Volo Elicotteri |          |
| Agusta Bell AB.47 J                                    | MM80187   | SE-38                                 | Stati Uniti Italia             | elicottero                                  | 1954 | assegnato alla Scuola Volo Elicotteri |          |
| Agusta-Bell AB.204-B                                   | MM80357   | RM-112                                | Stati Uniti Italia             | elicottero                                  | 1961 | utilizzato dal Servizio Aereo dei Carabinieri prima di essere trasferito all'Aeronautica Militare |          |
| Agusta Sikorsky SH-3D/TS                               | MM80973   |                                       | Stati Uniti Italia             | elicottero                                  | 1976 | utilizzato per il trasporto VIP |          |
| AMX "Ghibli"                                           | MM7125    |                                       | Italia Brasile                 | cacciabombardiere                           | 1991 | utilizzato dal 3º Stormo di Villafranca e dal Reparto sperimentale volo |          |
| Ansaldo AC.2                                           | MM1208    | 94-6                                  | Francia Italia                 | aereo da caccia                             | 1924 | |          |
| Ansaldo S.V.A.5                                        | SVA-11721 | 1                                     | Italia                         | aereo da ricognizione                       | 1917 | uno degli aerei che effettuò il raid su Vienna ai comandi di Giordano Bruno Granzarolo, appartenente alla 87ª Squadriglia "la Serenissima" |          |
| Bonomi B.S.17 "Allievo Cantù"                          |           |                                       | Italia                         | libratore                                   | 1930 | unico esemplare esistente |          |
| Breguet Br 1150 Atlantic                               | MM40118   |                                       | Francia                        | Aereo da pattugliamento marittimo           | 1973 | in esposizione all'esterno, assegnato prima al 30º e poi al 41º Stormo |          |
| Campini-Caproni CC.2                                   | MM488     |                                       | Italia                         | aereo sperimentale                          | 1940 | primo aereo a reazione italiano; ha compiuto il suo primo volo il 27 agosto 1940 |          |
| Canadair CL-13 Sabre Mk IV (F-86E-6-CAN)               | MM19724   | 13-1                                  | Stati Uniti Canada Regno Unito | aereo da caccia                             | 1950 | esemplare consegnato all'Aeronautica Militare nel novembre 1956, già impiegato dalla RAF con serial XD723 |          |
| CANT Z.506S "Airone"                                   | MM45425   | 84-4                                  | Italia                         | idrovolante multiruolo                      | 1937 | unico esemplare esistente |          |
| Caproni Ca.36                                          | Ca3-23174 | "11"                                  | Italia                         | aereo da bombardamento                      | 1916 | appartenuto a Casimiro Buttini, porta la livrea del Ca3-4166 della 11ª Squadriglia da Bombardamento Caproni assegnata all'8º Gruppo, uno dei due esemplari sopravvissuti, l'altro si trova esposto negli U.S.A. |          |
| Caproni Ca.100                                         |           | FIR-9                                 | Italia                         | aereo da addestramento                      | 1928 | motorizzato Colombo S.63 |          |
| CVV 6 “Canguro Palas”                                  | MM100028  |                                       | Italia                         | aliante motorizzato                         | 1941 | nel 1964 stabilì il record mondiale di altezza per aviogetti C.1B |          |
| DeHavilland DH-113 NF Mk.54 "Vampire"                  | MM6152    |                                       | Regno Unito                    | aereo da caccia notturna                    | 1949 | |          |
| Douglas C-47DL Skytrain                                | MM61776   | 14-45                                 | Stati Uniti                    | aereo da trasporto                          | 1935 | esemplare c/n 19194, in forza al 14º Stormo radiomisure |          |
| Elicottero sperimentale di Forlanini                   |           |                                       | Italia                         | macchina sperimentale                       | 1877 | replica della macchina a vapore usata da Forlanini per dimostrare che un mezzo più pesante dell'aria potesse volare |          |
| Fiat C.29                                              | MM130bis  |                                       | Italia                         | idrocorsa                                   | 1929 | c/n 2, è il più antico velivolo Fiat ancora esistente |          |
| Fiat C.R.42 "Falco"                                    |           | "162-6"                               | Italia                         | aereo da caccia                             | 1938 | esemplare ricostruito con parti originali recuperate in Svezia, Francia e Italia; il velivolo porta la livrea del MM5643 appartenuto alla 162ª Squadriglia CT di base a Rodi nel 1941, con codici 162-6 |          |
| Fiat G.46-4A                                           | MM53286   | Z-I 7                                 | Italia                         | aereo da addestramento                      | 1948 | c/n 192 |          |
| Fiat G.55 "Centauro"                                   | MM53265   | "5"                                   | Italia                         | aereo da caccia                             | 1942 | esemplare ricostruito per trasformazione di un Fiat G.59-2A IV serie (c/n 74, matricola MM53265) e mediante l'installazione di un motore DB 605A-1 (Fiat RA.1050 RC 58), porta la livrea appartenuta ad un velivolo della Squadriglia complementare d’allarme “Montefusco-Bonet”                                                                                      |          |
| Fiat G.59-4B                                           | MM53276   | SE-7                                  | Italia                         | aereo da addestramento                      | 1948 | c/n 61, creato come G.59-2B IV serie, poi modificato per portarlo allo standard G.59-4B, porta la livrea che aveva quando era in carico alla scuola di volo di Elmas |          |
| Fiat G.80-3B                                           | MM53882   | RS-22                                 | Italia                         | aereo da addestramento                      | 1951 | c/n 2 |          |
| Fiat G.91 PAN                                          | MM6250    | 9                                     | Italia                         | aereo acrobatico                            | 1952 | Pattuglia Acrobatica Nazionale |          |
| Fiat G.91R                                             | MM6280    | 2-33                                  | Italia                         | cacciabombardiere                           | 1956 | è sezionato per mostrare la struttura interna |          |
| Fiat G.91T                                             | MM6344    | 32-44                                 | Italia                         | aereo da addestramento                      | 1960 | |          |
| Fiat G.212                                             | MM61804   | 142-5                                 | Italia                         | aereo da trasporto                          | 1949 | unico esemplare esistente |          |
| Fieseler Fi 156 C-3 "Storch"                           | MM12822   | 20                                    | Germania                       | aereo da collegamento e ricognizione        | 1937 | aereo usato da Furio Lauri dal 1943 al 1945 per trasportare personale oltre la linea del fronte, l'ala è ripiegabile |          |
| General Dynamics F-16A block 15H ADF "Fighting Falcon" | MM7251    | 37                                    | Stati Uniti                    | Caccia multiruolo                           | 1983 | in esposizione all'esterno, esemplare c/n 61-482 trasformato nella variante Air Defense Fighter per l'Air National Guard, trasferito in leasing all'Aeronautica Militare con il programma Peace Caesar |          |
| Grumman HU-16A "Albatross"                             | MM50-179  | 15-5                                  | Stati Uniti                    | anfibio da soccorso marittimo               | 1948 | in esposizione all'esterno, utilizzato dal 15º Stormo |          |
| Grumman S2F-1 "Tracker"                                | MM136556  | 41-6                                  | Stati Uniti                    | aereo antisommergibile                      | 1952 | |          |
| Hispano Aviación HA-132L                               |           | "3-6"                                 | Italia Spagna                  | aereo da caccia                             | 1933 | c/n C1-328, versione costruita su licenza in Spagna dalla Hispano Aviación del Fiat C.R.32, porta la livrea appartenuta ad un velivolo della 24ª Squadriglia, XVI Gruppo Caccia Cucaracha |          |
| Idroplano di Crocco e Ricaldoni                        |           |                                       | Italia                         | idroplano                                   | 1907 | la navicella del primo dirigibile militare italiano, l'N.1, era la copia di questo barchino senza le alette idrodinamiche |          |
| IMAM Ro.37bis "Lince"                                  | MM11341   | "110-12"                              | Italia                         | aereo da ricognizione                       | 1933 | recuperato in Afghanistan, porta la livrea dell'aereo personale di Amedeo d'Aosta con codici 110-12 |          |
| IMAM Ro.41                                             |           |                                       | Italia                         | aereo da addestramento                      | 1933 | in ricostruzione da parte del GAVS |          |
| IMAM Ro.43 "Grillo"                                    | MM27050   | ORB-23                                | Italia                         | idrovolante da ricognizione                 | 1937 | unico esemplare esistente, prese parte, imbarcato sull'incrociatore Fiume, alla battaglia di Punta Stilo, porta la livrea della Scuola di Osservazione Aerea Marittima di Orbetello |          |
| Junkers J.I                                            | 805/??    |                                       | Germania                       | aereo da attacco al suolo e ricognizione    | 1917 | solo fusoliera e motore, probabilmente appartenenti ad uno dei cinque Junkers J.I giunti in Italia al termine del conflitto in riparazione dei danni di guerra, oltre a questo ne esiste solo un altro esemplare completo |          |
| Lockheed F-104G "Starfighter"                          | MM6501    | 3-11                                  | Stati Uniti                    | caccia intercettore                         | 1960 | è l'unico degli F-104G dell'Aeronautica Militare ad essere stato costruito negli Stati Uniti |          |
| Lockheed RT-33                                         | MM53-5594 | 9-35                                  | Stati Uniti                    | aereo da addestramento e traino bersagli    | 1947 | c/n 580-8933, appartenuto al 9º Stormo, il velivolo è della variante da ricognizione |          |
| Lohner L                                               | L-127     |                                       | Austria-Ungheria               | idrovolante da ricognizione e bombardamento | 1916 | unico esemplare esistente, portato in Italia da due matrosen (marò) di origine italiana che volevano disertare; un altro Lohner, l'esemplare L-40 catturato nel 1915, venne studiato dalla Macchi che ne produsse una propria versione denominata L.1, poi ulteriormente sviluppata e migliorata con i modelli L.2 e L.3, che equipaggiarono le Forze Armate Italiane |          |
| Macchi M.39                                            | MM76      | II                                    | Italia                         | idrocorsa                                   | 1926 | modello che vinse la Coppa Schneider nel 1926 |          |
| Macchi M.67                                            | MM105     | 10                                    | Italia                         | idrocorsa                                   | 1929 | |          |
| Macchi M.416                                           | MM53762   | AA-48                                 | Italia                         | aereo da addestramento                      | 1951 | |          |
| Macchi MB.308                                          | MM53058   | SG-8                                  | Italia                         | aereo da addestramento                      | 1946 | |          |
| Macchi-Castoldi M.C.72                                 | MM181     |                                       | Italia                         | idrocorsa                                   | 1931 | detiene il record di velocità per idrovolanti (709,202 km/h) conquistato a Desenzano del Garda il 23 ottobre 1934 dal maresciallo pilota Francesco Agello |          |
| Macchi M.C.200 "Saetta" serie IV                       | MM5311    | "369-1"                               | Italia                         | aereo da caccia                             | 1937 | costruito dalla Breda, porta la livrea della 369ª Squadriglia, 22º Gruppo Autonomo Caccia Terrestre dispiegata in Unione Sovietica nell'agosto 1941 |          |
| Macchi M.C.202 "Folgore"                               | MM9667    | "73-7"                                | Italia                         | aereo da caccia                             | 1940 | costruito dalla Breda, proveniente dalla Scuola Caccia di Lecce; porta la livrea del velivolo 73-7 di Giulio Reiner, uno dei due esemplari esistenti, l'altro si trova esposto negli U.S.A. |          |
| Macchi M.C.205 "Veltro"                                | MM9546    | "97-2"                                | Italia                         | aereo da caccia                             | 1942 | costruito dalla Breda ricondizionando un M.C.202 serie X |          |
| Macchi-Hanriot HD.1                                    | Hd-19309  | 76                                    | Francia Italia                 | aereo da caccia                             | 1916 | aereo di Flavio Torello Baracchini, porta la livrea dell'Hd-515, primo Hanriot HD.1 di Baracchini |          |
| Nardi FN.305                                           | MM52757   | 3                                     | Italia                         | aereo da addestramento                      | 1933 | donato dal GAVS |          |
| North American F-86K Sabre                             | MM55-4868 | 51-62                                 | Stati Uniti                    | aereo da caccia                             | 1953 | esemplare c/n 221-108 montato dalla Fiat con componenti fabbricati dalla North American, consegnato all'Armée de l'air e poi passato all'Italia nel gennaio 1962 |          |
| North American P-51D-25-NA Mustang                     | MM4323    | RR-11                                 | Stati Uniti                    | aereo da caccia                             | 1940 | ex USAAF serial number 44-73451, il velivolo porta le insegne distintive del Generale di Squadra Aerea Ranieri Cupini e i codici del Centro Addestramento al Volo della 2ª Regione Aerea che aveva al momento del suo ultimo volo nel 1964 |          |
| North American T-6G-1-NH Texan                         | MM54097   | RR-67                                 | Stati Uniti                    | aereo da addestramento                      | 1951 | |          |
| Pallone aerostatico di Garnerin                        |           |                                       | Francia                        | pallone aerostatico                         | 1804 | venne lanciato a Parigi per festeggiare l'incoronazione di Napoleone, trasportato dal vento arrivò fino al Lago di Bracciano |          |
| Panavia PA-200 Tornado F3 ADV                          | MM7210    | 36-12                                 | Regno Unito Italia Germania    | caccia intercettore                         | 1974 | esemplare c/n AS080/728/3333, 80° di serie britannica (AS080), 333° di produzione British Aerospace (ex-ZE836 della RAF); primo volo il 23 settembre 1988, consegnato alla RAF il 22 novembre 1988, poi all'Aeronautica Militare il 21 dicembre 1995 (in leasing all'Italia dal 1995 al 2004) dove ha operato con il 36º Stormo                                       |          |
| Piaggio-Douglas PD-808 GE                              | MM61961   |                                       | Italia Stati Uniti             | aereo da guerra elettronica                 | 1964 | in esposizione all'esterno, utilizzato dall'8º Gruppo del 14º Stormo |          |
| Piaggio P.166                                          | MM61933   | 53-34                                 | Italia                         | aereo da ricognizione                       | 1957 | in esposizione all'esterno |          |
| Reggiane Re.2002 "Ariete II"                           | MM8669    | "239-5"                               | Italia                         | cacciabombardiere                           | 1943 | c/n 126, porta la livrea di un velivolo della 239ª Squadriglia del 102º Gruppo, 5º Stormo dell'Aeronautica Cobelligerante Italiana |          |
| Republic F-84F-71-RE "Thunderstreak"                   | MM53-6892 | 36-38                                 | Stati Uniti                    | cacciabombardiere                           | 1951 | utilizzato dal 36º Stormo |          |
| Republic F-84G-26-RE "Thunderjet"                      | MM111049  | 51-29                                 | Stati Uniti                    | cacciabombardiere                           | 1951 | c/n 2842-1502B, porta la livrea della pattuglia acrobatica Tigri Bianche del 51º Stormo |          |
| Republic RF-84F-31-RE "Thunderflash"                   | MM527458  | 3-05                                  | Stati Uniti                    | aereo da ricognizione                       | 1951 | utilizzato dal 18º Gruppo della 3ª Aerobrigata di Villafranca |          |
| SAI Ambrosini Super S.7                                | MM558     |                                       | Italia                         | aereo da addestramento                      | 1951 | c/n 2 |          |
| Savoia-Marchetti S.56                                  |           | I-AEDA                                | Italia                         | anfibio                                     | 1929 | solo due esemplari sopravvissuti ad oggi |          |
| Savoia-Marchetti S.M.79 "Sparviero"                    | MM45508   | "278-2"                               | Italia                         | aereo da bombardamento e aerosilurante      | 1934 | porta la livrea del velivolo 278-2 di Carlo Emanuele Buscaglia |          |
| Savoia-Marchetti S.M.82 PW "Marsupiale"                | MM61187   | ZR-89                                 | Italia                         | aereo da trasporto e bombardamento          | 1939 | unico esemplare esistente, del Cap. Pil. Alessandro Duval, porta i simboli del Sovrano Militare Ordine di Malta |          |
| SIAI SF.260AM                                          | MM54436   | 70-63                                 | Italia                         | aereo da addestramento                      | 1976 | in coda reca il numero 235.500 che corrisponde alle ore di volo effettuate dalla flotta degli SF.260 |          |
| S.I.T.-Blériot XI-II                                   | BL-160    | XIII                                  | Francia Italia                 | aereo da ricognizione                       | 1909 | versione biposto costruita su licenza dalla Società Italiana Transaerea, porta la livrea del BL-246 della XIII Squadriglia del Corpo Aeronautico Militare del Regio Esercito |          |
| SPAD S.VII                                             | S-153     |                                       | Francia                        | aereo da caccia                             | 1916 | aereo di Fulco Ruffo di Calabria; il più antico S.VII al mondo, è del settembre 1916 |          |
| SPAD S.VII                                             |           |                                       | Francia                        | aereo da caccia                             | 1917 | aereo di Ernesto Cabruna |          |
| Stinson L-5 Sentinel                                   | MM52848   | S-12                                  | Stati Uniti                    | aereo da collegamento e ricognizione        | 1942 | |          |
| Supermarine Spitfire LF Mk IXe                         | MM4084    |                                       | Regno Unito                    | aereo da caccia                             | 1944 | ex RAF serial number MK805, porta una livrea del 5º Stormo. |          |
| Wright N°4                                             |           |                                       | Stati Uniti                    | aereo da addestramento                      | 1908 | replica del velivolo con cui venne brevettato il primo pilota dell'Aeronautica Italiana, al museo ne è conservato il motore originale |          |

## Centro Documentazione
Il centro, intitolato al generale Umberto Nobile, conserva importanti testimonianze relative alle spedizioni polari e dispone di una biblioteca di oltre 6000 volumi oltre ad una raccolta di disegni, documenti e fotografie di interesse aeronautico. L'accesso avviene solo su prenotazione previa autorizzazione del museo.